# Rajella annandalei
Rajella annandalei és una espècie de peix de la família dels raids i de l'ordre dels raïformes.

## Morfologia
- Els mascles poden assolir 33 cm de longitud total.[5][6]

## Reproducció
És ovípar i les femelles ponen càpsules d'ous, les quals presenten com unes banyes a la closca.

## Hàbitat
És un peix marí i d'aigües profundes que viu entre 400–830 m de fondària.

## Distribució geogràfica
Es troba a l'oceà Pacífic occidental central: l'est d'Indonèsia.